# Jardín Botánico Ártico-Alpino de Tromsø
El Jardín Botánico Ártico-Alpino de Tromsø (en noruego Arktisk-alpin Botanisk hage) es un jardín botánico localizado a 70 grados de latitud norte, siendo de esta forma el jardín botánico más septentrional del mundo. Está en las cercanías de Tromsø, Noruega.

## Localización
Por su localización, corresponde a la costa norte de Alaska, por lo que sería previsible un clima ártico extremo, sin embargo, la corriente del Golfo que baña la costa del norte de Noruega, le proporciona unos inviernos relativamente moderados ( promedio de temperatura en enero de - 4,4 °C) y unos veranos frescos (promedio en julio de + 11,7 °C).
Se encuentra 
Arktisk-alpin Botanisk hage, Tromsø, Troms-Fylke, Norge-Noruega. 69°40′36.48″N 18°58′34.68″E / 69.6768000, 18.9763000
El jardín botánico está abierto en los meses cálidos del año.

## Historia
Fue abierto al público en 1994. El Jardín botánico de Tromsø forma parte del Museo de Tromsø, y depende de la Universidad de Tromsø.

## Colecciones
Abierto desde finales de mayo hasta princípios de octubre, el jardín tiene una muestra de plantas árticas y alpinas procedentes de todo el hemisferio norte.
Las colecciones se encuentran agrupadas o por la región de procedencia de las plantas o por las familias a las que pertenecen: 
- Las Primulas

Hay una buena representación de especies del género Prímula en Tromsø. La colección de Prímulas, se reorganizó y se aumentó en el periodo de 1998 a 1999, y se prevé su incremento en estos próximos años. El Jardín Botánico de Tromsø espera mostrar en breve plazo 100 especies de las 425 especies que existen, dentro de las cuales, 5 especies de Prímula son endémicas de Noruega, del resto de Europa, incluidas Rusia y el Cáucaso, son unas 30 especies, Norteamérica con unas 10 especies, mientras que el resto de las casi 400 especies se encuentran en Asia y predominantemente en las cordilleras de los Himalayas.
Además hay otros géneros de la familia Primulaceae, tales como Dodecatheon, Androsace y Soldanella.
- Rhododendron (ej. R. Lapponicum),
- Meconopsis,
- Aster,
- Polemonium,
- Erigeron,
- Codonopsis,
- Rosaleda con Cultivares de rosas,
- Allium,
- Saxifraga,
- Silene,
- Tellima,
- Heu